# هارفي ر. إبراهام
هارفي ر. إبراهام (بالإنجليزية: Harvey R. Abraham)‏ هو سياسي أمريكي، ولد في 15 يناير 1895، وتوفي في 18 نوفمبر 1973. حزبياً، نشط في الحزب الجمهوري. وقد انتخب عضو جمعية ولاية ويسكونسن.